# 바이두이쯔역
바이두이쯔역(중국어: 白堆子站, 계획 기간에는 댜오위타이역(중국어: 东钓鱼台站)이라 부름)은 중화인민공화국 베이징시 하이뎬구 간자커우 가도(甘家口街道)의 수도체육관 남로(首都体育馆南路)와 푸청로(阜成路) 교차로에 위치한 베이징 지하철 9호선의 지하철역이다. 9호선 역은 2012년 12월 30일에 개장하였다.

## 위치
이 역은 푸청로(阜成路)(동서 방향)와 중관춘 대가(中关村大街)(북향)의 교차로에 위치하여 9호선은 남북 방향으로 운행하고, 3호선 역은 동서로 운행하며 두 노선 사이를 T자형의 구조로 환승 통로를 구축하여 환승이 될 예정이다.

## 역 구조
9호선은 1면 2선의 섬식 승강장 구조로 따뜻한 장식 색상이 돋보이는 역이다. 동시에 이 역 승강장 북쪽 끝에 주차선이 존재한다.
| 지면층             | 가도                            | A-D출입구                                                                 |
| 지하 1층 대합실 층 | 로비                            | 고객센터, 자동 발권기, 출입 게이트                                        |
| 지하 2층 승강장    | ←                               | ■ 9호선 일반열차 / ■ 팡산선 직통열차 국가도서관 방면(바이스차오난)        |
| 지하 2층 승강장    | 섬식 승강장, 왼쪽 출입문이 열림 |                                                                           |
| 지하 2층 승강장    | →                               | ■ 9호선 일반열차 궈궁좡 방면 / ■ 팡산선 직통열차 옌춘둥 방면 (군사박물관) |

- 바이두이쯔역 대합실 (2021년 10월 촬영)
- 9호선 바이두이쯔역 승강장 (2013년 4월 촬영)
- 9호선 바이두이쯔역 승강장의 군사박물관역 방향으로 조망한 모습(2018년 11월 촬영)

## 출구
|                         |                                      |                                                                          |      |           |
| 출구                    | 지시                                 | 출구 인근                                                                | 사진 | 편의 시설 |
| 出口 · A                | 수도체육관 남로(首都体育馆南路) 서측 | 수도사범대학 동캠퍼스(首都师范大学 东校区), 베이징공상대학(北京工商大学) |      |           |
| 出口 · B                | 수도체육관 남로(首都体育馆南路) 동측 | 베이징 실험 학교(北京实验学校)                                           |      | 빈칸      |
| 出口 · C                | 푸청로(阜成路) 남측                  | 댜오위타이로(东钓鱼台路)                                                 |      | 빈칸      |
| 出口 · D                | 푸청로(阜成路) 남측                  | 해군 종합병원(海军总医院)                                                |      | 빈칸      |
| 아이콘 설명: 엘리베이터 |                                      |                                                                          |      |           |